# 谭纶画像碑
谭纶画像碑位于中国浙江省台州临海市古城街道东湖、临海市博物馆石刻碑林“小瀛洲”碑亭中，为明嘉靖三十九年（1560）临海縣知县黄诰、耆民杨景威等为前台州府知府谭纶所立，原在临海城东门外谭公祠，1964年移入今址。
碑为方首、梯形座，高2.18米，宽1.08米，厚0.13米。上为碑端，篆额“前郡太守谭公画像”，中为题赞，总计142字，简述立碑的前后经过，下为线刻谭纶坐像，采用白描阴刻，谭纶头戴乌纱帽，身穿官服而居中端坐，左右二侍者，左年老者持剑，右年青者捧印。该碑与戚继光表功碑均为研究明代东南沿海抗倭战争的重要史料。